# Enzyklopädie (Wissensordnung)
Seit der Rezeption von Bildung und Wissenschaft der griechischen Antike in der römischen Literatur (ca. 200 v. Chr.) gibt es Versuche, das jeweils vorhandene Wissen der Menschheit in einer geordneten Gesamtdarstellung zu präsentieren. Eine solche universale Systematik wurde erstmals von den Humanisten um 1490 als Enzyklopädie bezeichnet. Die erste bekannte gedruckte Einteilung, die damit betitelt wurde, ist die Encyclopedia von Johannes Aventinus, die 1517 in Ingolstadt erschien.
Der erste Entwurf der systematischen Darstellung (der „Disposition“) zumindest eines Teiles des Wissens stammt von Plinius d. Ä. in seiner Naturalis historia aus dem 1. Jahrhundert. Die wohl bekanntesten Entwürfe sind der Baum des Wissens aus dem Mittelalter und das System der Kenntnisse der Encyclopédie von 1751. Der wohl zurzeit (2007) jüngste ist der Kreis der Bildung (Circle of Learning) in der Propaedia der 15. Auflage der Encyclopædia Britannica von 1994 (Bd. 32). In dem Zeitraum von ca. 2000 Jahren entstanden eine große Zahl von teilweise sehr unterschiedlichen Dispositionen.

## Typologie

### Ordnung der Dinge (Ordo rerum)
- Addition von Teilsystemen: Isidor von Sevilla
- Abbild der Welt (Imago mundi): Honorius Augustodunensis

### Begriffliche Klassifikation
- Disposition gemäß einer Taxonomie des Seienden (hierarchische Klassifikation). Typische Vertreter:
  - Porphyrios (ca. 234 bis ca. 305)
  - Philo von Alexandria († um 40 n. Chr.)
  - Topoi als Kriterien
    - Johann Heinrich Alsted (1588–1638): Disposition nach der ramifizierenden Methode
    - Laurentius Beyerlinck (1578–1627): makrostrukturell alphabetisch geordnet, längere Artikel haben eine Binnengliederung

  - Baum-Metapher → Baum des Wissens
    - Petrus Hispanus († 1277): Arbor porphyriana
    - Ramon Llull (1232–1316): Arbor scientiae (1295–1296).
- Disposition nach der Loci-Methode, bei der Informationen mit Hilfe eines ausgeklügelten Systems von Begriffen (Loci) und Unterbegriffen abgelegt werden. Dieses Prinzip geht auf Erasmus von Rotterdam († 1536) zurück (De duplici copia verborum ac rerum und De ratione studii ac legendi interpretandique auctores) und wurde im 16. Jahrhundert adaptiert von den Reformatoren Zwingli und Bullinger sowie Rudolf Gwalther, Konrad Pellikan, Peter Martyr Vermigli und Conrad Gessner (Pandectarum libri).
- Disposition nach anthropologischer oder erkenntnistheoretischer Klassifikation
  - Juan Huarte: Examen de ingenios para las Sciencias (1575)
  - Francis Bacon (1561–1626): De dignitate et augmentis scientiarum (1623)
  - Ephraim Chambers († 1740): Cyclopaedia (1728)
  - D’Alembert (1717–1783): System der Kenntnisse der Encyclopédie (1751)

### Rangfolge
Disposition nach dem Rang (Adel) in der Seinsordnung. Typische Vertreter:
- Plinius der Ältere (23–79 n. Chr.): Naturalis historia
- Isidor von Sevilla († 636): Etymologiae
- Arnoldus Saxo: De floribus rerum naturalium (um 1225)[1]
- Thomas Cantimpratensis (1201–ca. 1270) Liber de natura rerum
- Gerolamo Cardano (1501–1576) De subtilitate (1550)

### Einteilung der Wissenschaften
- Disposition entlang einer Einteilung der Wissenschaften (Ordo artium).
  - Aristoteles (384–322 v. Chr.): Metaphysik, Topik
  - Andronikos von Rhodos (ca. 50–70 v. Chr.)
  - Seneca († 65 n. Chr.)
  - Augustin (354–430): Civitas Dei
  - Boëthius (um 480–524)
  - Hugo von St. Viktor († 11. Februar 1141): Didascalicon
  - Radulfus de Longo Campo († nach 1213)
  - Brunetto Latini (ca. 1220–1294): Livres du Tresor
  - Johannes Aventinus (1477–1534): Encyclopedia
- Disposition in Form eines Curriculums: Artes liberales oder Septem Artes
  - Varro (116–27 v. Chr.): Disciplinarum libri IX
  - Cassiodor (um 485–um 580): De artibus ac disciplinis liberalium litterarum
  - Isidor von Sevilla († 636): Etymologiae
  - Martianus Capella (5. Jahrhundert): De nuptiis Philologiae et Mercurii 
  - Honorius Augustodunensis (ca. 1080–ca. 1137): De animae exsilio et patria
  - Gregor Reisch (ca. 1470–1525): Margarita Philosophica
- Disposition von Einzelwissenschaften
  - Encyklopädie der Rechtswissenschaft 1870/1904

### Chronologie
- Disposition entlang einer Kosmogonie. Typischer Vertreter: Bernardus Silvestris (fl. 1145/52) De mundi universitate
- Disposition entlang des (kalendarischen) Jahreslaufs. Typische Vertreter: Johannes Coler (1566–1639): Calendarium oeconomicum & perpetuum (1591); Franz Philipp Florinus: Allgemeine kluge und Rechts-verständige Hauß=Vatter (1705)
- Disposition anhand einer Biographie oder in sonstiger narrativer Form. Typische Vertreter: Wolfram von Eschenbach: Parzival; Georg Rollenhagen: Froschmeuseler (1595); François Rabelais (1494–1553); Charles Sorel (1602–1674): La Solitude et l’Amour Philosophiqve de Cleomède (1640), La Science Vniverselle

### Die Bibel
- Die ganze Bibel als Raster zur Ausbreitung des Wissens. Typischer Vertreter: Johann Jakob Scheuchzer (1672–1733): Jobi Physica Sacra oder Hiobs Naturwissenschaft, vergliechen mit der heutigen, Physica sacra. Natur=Wissenschafft derer in Heil. Schrifft vorkommenden Natürlichen Sachen
- Disposition anhand des Sechstagewerks. Typische Vertreter: Ambrosius (um 340–397): Exameron; Gregor von Montesacro, Vinzenz von Beauvais († 1264): Speculum naturale; Johann Arndt (1555–1621): Wahres Christentum (1605)
- Disposition entlang der Heilsgeschichte. Typischer Vertreter: Vinzenz von Beauvais (um 1200–1264)
- Disposition nach dem Dekalog. Typischer Vertreter: Andreas Hondorf (ca. 1530–1572): Promptuarium Exemplorum

### Geografie
- Disposition als Weltkarte oder entlang einer Reisebeschreibung. Typischer Vertreter: Sir John Mandeville († 1372)
- Disposition im Rahmen eines utopischen Entwurfs oder einer Robinsonade: Entwürfe von vollkommenen Wissensspeichern. Typische Vertreter: Francis Bacon (1561–1626): Instauratio magna – Entwurf einer Methode zur Entdeckung aller Entdeckungen; Nova Atlantis (Haus Salomonis); Tommaso Campanella (1568–1639): La Città del Sole (1602/3; 1623) – Entwurf einer utopischen Stadt als Abbild des Kosmos; Joachim Heinrich Campe (1746–1818): Robinson der Jüngere, zur angenehmen und nützlichen Unterhaltung der Kinder (1779/80); Johann David Wyss (1743–1818): Der Schweizerische Robinson oder der schiffbrüchige Schweizer-Prediger und seine Familie. Ein lehrreiches Buch für Kinder und Kinder-Freunde zu Stadt und Land

### Weitere Dispositionen
- Disposition entsprechend dem Katechismus
  - Antoine d’Averoult: Fleurs des exemples (1603)
- Disposition nach Lebenswelten
  - Johann Amos Comenius (1592–1670): Orbis sensualium pictus (1658)
- In eine Allegorie eingekleidetes enzyklopädisches Wissen
  - Martianus Capella (um 410/439): De nuptiis Philologiae et Mercurii
  - Heinrich von Mügeln: Der Meide Kranz (um 1360)
- Disposition anhand eines idealen Falls aus dem darzustellenden Sachgebiet
  - Bartolus de Saxoferrato (1313–1357, Autorschaft zweifelhaft): Processus Sathanæ contra genus humanum
  - Jacobus de Theramo (1350/51–1417): Litigatio Christi cum Belial sive Consolatio peccatorum
  - Ulrich Tengler (1447–1511): Laienspiegel
  - Jakob Ayrer der Jüngere (1569–1625): Historischer Processus juris (1597)
- Zirkulare Disposition
  - Encyclopædia Britannica: Kreis der Bildung (Circle of Learning) in der Propaedia der 15. Auflage (1994; Bd. 32)

### Allgemeines
- Michel Foucault: Die Ordnung der Dinge. 1966 (dt. zuletzt Suhrkamp, Frankfurt am Main 2003)
- Christel Meier: Enzyklopädischer Ordo und sozialer Gebrauchsraum: Modelle der Funktionalität einer universalen Literaturform. In: Die Enzyklopädie im Wandel vom Hochmittelalter bis zur frühen Neuzeit, hrsg. von Christel Meier, München 1996, S. 511–532
- Paul Michel: Darbietungsweisen des Materials in Enzyklopädien. In: Populäre Enzyklopädien: Von der Auswahl, Ordnung und Vermittlung des Wissens (Gedenkschrift für Rudolf Schenda). Zürich: Chronos-Verlag, 2002, S. 35–83
- Steffen Siegel: Tabula. Figuren der Ordnung um 1600, Berlin: Akademie-Verlag 2009. ISBN 978-3-05-004563-4
- Helmut Zedelmaier: Bibliotheca universalis und bibliotheca selecta : das Problem der Ordnung des gelehrten Wissens in der frühen Neuzeit. Köln [u. a.]: Böhlau 1992 (Archiv für Kulturgeschichte: Beiheft; 33)
- Theo Stammen, Wolfgang E. J. Weber (Hrsg.): Wissenssicherung, Wissensordnung und Wissensverarbeitung : das europäische Modell der Enzyklopädien. (Institut für Europäische Kulturgeschichte der Universität Augsburg: Colloquia Augustana ; Band 18). Berlin: Akademie Verlag, 2004. ISBN 3-05-003776-8.

### Zu einzelnen Werken
- Vögel, Herfried: Sekundäre Ordnungen des Wissens im "Buch der Natur" des Konrad von Megenberg. In: Franz M. Eybl u. a. (Hrsg.): Enzyklopädien der Frühen Neuzeit, Tübingen: Niemeyer 1995, S. 43–63